# Strophosoma melanogrammum melanogrammum
Strophosoma melanogrammum melanogrammum é uma subespécie de insetos coleópteros polífagos pertencente à família Curculionidae.
A autoridade científica da subespécie é Forster, tendo sido descrita no ano de 1771.
Trata-se de uma subespécie presente no território português.